# Ламарш, Морис
Мори́с Лама́рш (англ. Maurice LaMarche; род. 30 марта 1958, Торонто) — канадо-американский актёр озвучивания и бывший стендап-комик.

## Биография
Морис Ламарш родился 30 марта 1958 года в Торонто, но уже вскоре после рождения переехал с семьёй в город Тимминс. Начал сольные комедийные выступления в возрасте 19 лет в высшей школе в Нью-Йорке, в 22 году переехал в Лос-Анджелес. С 1980 года начал регулярно озвучивать различных персонажей мультфильмов, мультсериалов и видеоигр и к 2013 году его фильмография уже насчитывает более 250 лент.
В 1987 году отец Мориса, Гай Ламарш, был застрелен другом семьи в холле гостиницы на глазах десятков свидетелей — это ввергло актёра в двухлетнюю депрессию и алкоголизм. Едва Ламарш пришёл в себя и вернулся в мир комедий, его постиг новый удар — в сентябре 1990 года в автокатастрофе погибла его 18-летняя сестра. После этого актёр прекратил живые комедийные выступления и полностью посвятил себя озвучиванию мультфильмов и видеоигр.
Жена — Робин Эйзенман.

## Награды и номинации
- 1989 — Прайм-тайм премия «Эмми» в категории «Выдающееся индивидуальное достижение в варьете или музыкальной программе» за роли в двух эпизодах сериала D.C. Follies — обе номинации.
- 1998 — Дневная премия «Эмми» в категории «Лчшее исполнение в анимационной программе» за роль в мультсериале «Пинки и Брейн» — номинация.
- 1998 — «Энни» в категории «Выдающееся индивидуальное достижение в озвучивании анимационной телевизионной продукции» за роль в мультсериале «Пинки и Брейн» — победа.
- 2000 — «Энни» в категории «Выдающееся индивидуальное достижение в озвучивании анимационной полнометражной продукции» за роль в мультфильме Wakko's Wish — номинация.
- 2011 — Прайм-тайм премия «Эмми» в категории «Лучшее озвучивание» за роль в мультсериале «Футурама» — победа[2].
- 2012 — Прайм-тайм премия «Эмми» в категории «Лучшее озвучивание» за роль в мультсериале «Футурама» — победа[2].

## Избранная фильмография

### Озвучивание мультфильмов
XX век
- 1985 — Инспектор Гаджет / Inspector Gadget — шеф Куимби, начальник полиции Метро-Сити (в 21 эпизоде)
- 1986—1991 — Настоящие охотники за привидениями / The Real Ghostbusters — доктор Игон Спенглер[англ.] / доктор Винсент Бассингем / лейтенант Фрамп / другие персонажи (в 140 эпизодах)
- 1990—1992 — Приключения мультяшек / Tiny Toon Adventures — Диззи-дьявол / Эйб Линкольн / другие персонажи (в 47 эпизодах)
- 1991—1995 — Команда спасателей Капитана Планеты / Captain Planet and the Planeteers — Скамм / Дюк Нюкем / доктор / другие персонажи (в 16 эпизодах)
- 1992 — Приключения мультяшек: Как я провёл каникулы / Tiny Toon Adventures: How I Spent My Vacation — Диззи-дьявол / Дэвид Леттерман / Горацио / другие персонажи
- 1993 — Чокнутый / Bonkers — мистер Чёрно-синий / Алоизий Вермин / Смартс (в 11 эпизодах)
- 1993—1998 — Озорные анимашки / Animaniacs  — Брейн / второстепенные персонажи (в 65 эпизодах)
- 1994 — Помпоко: Война тануки / 平成狸合戦ぽんぽこ — рассказчик за кадром (в англоязычном дубляже)
- 1994 — Бетховен / Beethoven — Доберман / мясник / хозяин Цезаря / другие персонажи (в 7 эпизодах)
- 1994—1996 — Тик-герой / The Tick — разные персонажи (в 6 эпизодах)
- 1995—1997 — Фриказоид! / Freakazoid! — разные персонажи (в 10 эпизодах)
- 1995—1998 — Пинки и Брейн / Pinky and the Brain — Брейн / второстепенные персонажи (в 58 эпизодах)
- 1995, 2006—2014, 2016, 2018—2023 — Симпсоны / The Simpsons — второстепенные персонажи (в 29 эпизодах)
- 1996 — Все псы попадают в рай 2 / All Dogs Go to Heaven 2 — офицер в бюро находок
- 1996, 1998 — Лаборатория Декстера / Dexter’s Laboratory — второстепенные персонажи (в 3 эпизодах)
- 1996—2003 — Эй, Арнольд! / Hey Arnold! — Большой Боб Патаки / Жак / полицейский / прочие персонажи (в 34 эпизодах)
- 1997 — Экстремальные охотники за привидениями / Extreme Ghostbusters — доктор Игон Спенглер[англ.] (в 40 эпизодах)
- 1997—1999 — Царь горы / King of the Hill — преподобный Томасон / пожарный / оратор на похоронах / второстепенные персонажи (в 8 эпизодах)
- 1997, 1999, 2004 — Джонни Браво / Johnny Bravo — рассказчик за кадром / агент Шломо / второстепенные персонажи (в 8 эпизодах)
- 1998—1999 — Пинки, Эльмира и Брейн[англ.] / Pinky, Elmyra & the Brain — Брейн (в 25 эпизодах)
- 1999—2000 — Sonic Underground — прадедушка Атар / Слит / сэр Чарльз Ёж (в 17 эпизодах)
- 1999—2012 — Футурама / Futurama — Киф Крокер / Калькулон / Морбо / второстепенные персонажи (в 103 эпизодах)[3]

XXI век
- 2001 — Облонги / The Oblongs — Томми Уксус (в 4 эпизодах)
- 2001—2002 — Мышиный дом / House of Mouse — Мортимер Маус / Мартовский Заяц / прочие персонажи (в 23 эпизодах))
- 2001—2004 — Приключения Джеки Чана / Jackie Chan Adventures — второстепенные персонажи (в 4 эпизодах)
- 2001—2007 — Харви Бёрдман / Harvey Birdman, Attorney at Law — второстепенные персонажи (в 24 эпизодах)
- 2002 — Балто 2: В поисках волка / Balto II: Wolf Quest — Балто
- 2002 — Том и Джерри: Волшебное кольцо / Tom and Jerry: The Magic Ring — Спайк / Бутч
- 2002 — Арнольд! / Hey Arnold!: The Movie — Большой Боб Патаки / голова охранника
- 2002—2005 — Ким Пять-с-Плюсом / Kim Possible — профессор Акари / кабельщик / второстепенные персонажи (в 7 эпизодах)
- 2003 — 101 далматинец 2: Приключения Патча в Лондоне / 101 Dalmatians II: Patch’s London Adventure — Гораций Бадун
- 2003—2004 — Стрипперелла / Stripperella — шеф Строганофф / Леонард / Зумо / второстепенные персонажи (в 13 эпизодах)
- 2003—2005 — Дак Доджерс / Duck Dodgers — К’чута Са’ам / робот в аэропорту / охранник / второстепенные персонажи (в 6 эпизодах)
- 2003—2006 — Приключения Джимми Нейтрона, мальчика-гения / The Adventures of Jimmy Neutron: Boy Genius — второстепенные персонажи (в 4 эпизодах)
- 2003—2008 — Пароль «Соседские детишки» / Codename: Kids Next Door — второстепенные персонажи (в 17 эпизодах)
- 2004 — Три мушкетёра: Микки, Дональд и Гуфи / Mickey, Donald, Goofy: The Three Musketeers — братья Гавс / второстепенные персонажи
- 2004 — Балто 3: Крылья перемен / Balto III: Wings of Change — Балто / лоси
- 2004 — Команда Америка: мировая полиция / Team America: World Police — Алек Болдуин
- 2004—2007 — Расплющенный космос / Tripping the Rift — Гас, робот-раб (в 39 эпизодах)
- 2005—2006 — Цап-царап / Catscratch — Ховис (в 4 эпизодах)
- 2006 — Рога и копыта / Barnyard — Игг, корова
- 2006 — Железобетон / 鉄コン筋クリート — Фудзимура (в англоязычном дубляже)
- 2006—2008 — Мой друг — обезьяна / My Gym Partner’s a Monkey — директор школы Пиксифрог, лягушка / мистер Хорнбилл / второстепенные персонажи (в 26 эпизодах)
- 2006—2009 — На замену / The Replacements — рабочие агентства «Флимко» / парень в мятом костюме (в 11 эпизодах)
- 2007 — Футурама: Большой куш Бендера / Futurama: Bender’s Big Score — Киф Крокер / второстепенные персонажи
- 2007—2008 — Так и волшебная сила Жужу / Tak & the Power of Juju — вождь / Белли Жужу / второстепенные персонажи (в 15 эпизодах)
- 2008 — Футурама: Зверь с миллиардом спин / Futurama: The Beast with a Billion Backs — Киф Крокер / Калькулон / Морбо / второстепенные персонажи
- 2008 Футурама: Игра Бендера / Futurama: Bender’s Game — Уолт / Вальтазар / второстепенные персонажи
- 2008 — Русалочка: Начало истории Ариэль / The Little Mermaid: Ariel’s Beginning — Скаттл
- 2008 — Космос: Территория смерти / Dead Space: Downfall — Уайт / Баваро
- 2009 — Футурама: В дикие зелёные дали / Futurama: Into the Wild Green Yonder — Киф Крокет / Калькулон / второстепенные персонажи
- 2010—2012 — Скуби-Ду: Мистическая корпорация / Scooby-Doo! Mystery Incorporated — второстепенные персонажи (в 6 эпизодах)
- 2011—2013 — Шоу Луни Тюнз / The Looney Tunes Show — Йоземит Сэм / второстепенные персонажи (в 25 эпизодах)
- 2012 — Скуби-Ду! Под куполом цирка / Big Top Scooby-Doo! — мистер Аршамбо
- 2012 — Ральф / Wreck-It Ralph — главный герой игры Tapper
- 2012 — Робот и Монстр / Robot and Monster — Гарт Дефолт / Перри / второстепенные персонажи (в 4 эпизодах)
- 2013—2016 — Кунг-фу панда: Удивительные легенды / Kung Fu Panda: Legends of Awesomeness — Хэйланг / второстепенные персонажи (в 4 эпизодах)
- 2016 — Зверополис / Zootopia — Мистер Биг
- 2017 — н. в. — Хранитель Лев /  The Lion Guard — Кифару (в 4 эпизодах)
- 2017 — Эй, Арнольд! Кино из джунглей / Hey Arnold! The Jungle Movie — Большой Боб
- 2018 — Дружба — это чудо / My Little Pony: Friendship is Magic — Канцлер Нэйсейер (в 5 эпизодах)
- 2020 — Озорные анимашки / Animaniacs — Брейн / второстепенные персонажи

### Озвучивание видеоигр
- 1995 — Полный газ / Full Throttle — три персонажа
- 1999 — Descent 3[англ.] — второстепенные персонажи
- 2000 — Bugs Bunny & Taz: Time Busters — Йоземит Сэм
- 2001 — Волк овце не собака / Sheep, Dog 'n' Wolf — Йоземит Сэм
- 2002 — Тэз в розыске / Taz: Wanted — Йоземит Сэм
- 2003 — Футурама / Futurama — Морбо / Уолт / Бог Солнца / Разрушитель
- 2006 — Сезон охоты[англ.] / Open Season — Босуэлл / Утка
- 2007 — Войны Гильдий: Глаз Севера[англ.] / Guild Wars: Eye of the North — Векк
- 2007 — Симпсоны / The Simpsons Game — Уильям Шекспир
- 2008 — Crash Bandicoot: Mind over Mutant — доктор Нитрус Брио
- 2011 — Бэтмен: Аркхэм-Сити / Batman: Arkham City — мистер Фриз / Календарный человек / второстепенные персонажи
- 2011 — Звёздные войны: Старая Республика / Star Wars: The Old Republic — генерал Вар Сутра
- 2012 — Kingdom Hearts 3D: Dream Drop Distance — один из братьев Гавс (в англоязычном дубляже)
- 2017 — Crash Bandicoot N.Sane Trilogy — доктор Нитрус Брио

### Широкий экран (озвучивание)
- 1992 — Параллельный мир / Cool World — следователь / Мэш / пьяный в баре
- 1996 — Космический джем / Space Jam — Пепе Ле Пю, скунс
- 1997 — Лучше не бывает / As Good as It Gets — Фред Бишоп по телефону (в титрах не указан)
- 2003 — Эльф / Elf — отрыжка Бадди Хобса (в титрах не указан)
- 2007 — Мстители / The Comebacks — комментатор